# Kempit
Kempit (Rogers 1924), chemický vzorec Mn22+[(OH)3|Cl] je kosočtverečný minerál.

## Morfologie
Tvoří drobné sloupcovité krystaly, protažené podle vertikály c, na krystalech nejčastěji tvary m {110}, d {011}, t {121}. Plochy tvarů a {100} a b {010} obvykle chybí nebo jsou nezřetelné.

## Vlastnosti
- Fyzikální vlastnosti: Tvrdost 3,5, hustota 2,94 g/cm³.
- Chemické vlastnosti: Při zahřívání v baničce černá a vylučuje kyselou vodu, rozpouští se ve zředěných HNO3 a H2SO4, při rozpouštění v HCl uvolňuje chlór.
- Optické vlastnosti: Barvu má smaragdově zelenou.

## Naleziště
Poprvé byl nalezen v Alum Rock Park (8 km východně od San José, Santa Clara Co., Kalifornie, USA) jako dobře omezené krystalky až 2 mm dlouhé v dutinách rudy s pyrochroitem, hausmannitem a rodochrozitem v balvanu nalezeném v roce 1918. Hibbingit z Norilsku (západní Sibiř, Rusko) obsahuje kempitovou komponentu.